# NGC 5869
NGC 5869 је лентикуларна галаксија у сазвежђу Девица која се налази на NGC листи објеката дубоког неба.
Деклинација објекта је + 0° 28' 13" а ректасцензија 15h 9m 49,4s. Привидна величина (магнитуда) објекта NGC 5869 износи 11,9 а фотографска магнитуда 12,9. Налази се на удаљености од 24,9000 милиона парсека од Сунца. NGC 5869 је још познат и под ознакама UGC 9742, MCG 0-39-6, CGCG 21-22, KCPG 456B, PGC 54119.